# Mandalajaya (Cikalong)
Mandalajaya is een bestuurslaag in het regentschap Tasikmalaya van de provincie West-Java, Indonesië. Mandalajaya telt 6106 inwoners (volkstelling 2010).